# Гавань (Тулунский район)
Гавань — упразднённый участок в Тулунском районе Иркутской области России. Входил в состав Перфиловского сельского поселения. Исключён из учётных данных в 1998 году.

## География
Располагался на речном острове образованном руслом и протокой реки Ия, в 1 км к северу от деревни Нижний Манут.

## История
На картах 1980х годов обозначен как отдаленный район города Тулун.
Постановлением губернатора Иркутской области от 21 сентября 1998 года № 574-п участок исключен из учётных данных.